# جانيرو بارجو
جانيرو بارجو (بالإنجليزية: Jannero Pargo)‏ مواليد 22 أكتوبر 1979 في شيكاغو، هو لاعب كرة سلة أمريكي بدأ مسيرته الاحترافية في سنة 2002. يبلغ طوله 6 قدم 1 بوصة (1.9 م).

## فرق لعب لها
- لوس أنجلوس ليكرز
- تورونتو رابتورز
- نيو أورلينز بيليكانز
- نادي أولمبياكوس لكرة السلة
- شيكاغو بولز
- أتلانتا هوكس
- واشنطن ويزاردز

## روابط خارجية
- جانيرو بارجو على موقع الدوري الأوروبي لكرة السلة (الإنجليزية)
- جانيرو بارجو على موقع إن بي أي (الإنجليزية)
- جانيرو بارجو على موقع سبورتس رفرنس (الإنجليزية)
- جانيرو بارجو على موقع كرة السلة الأوروبية.كوم (الإنجليزية)
- جانيرو بارجو على موقع إي إس بي إن.كوم (الإنجليزية)
- جانيرو بارجو على موقع كلية كرة السلة في سبورتس رفرنس.كوم (الإنجليزية)
- جانيرو بارجو على موقع ريلجم (الإنجليزية)
- جانيرو بارجو على موقع بروبوليرز (الإنجليزية)
- جانيرو بارجو على موقع سبورتس رفرنس (الإنجليزية)
- جانيرو بارجو على موقع سبورتس رفرنس (الإنجليزية)